# Kinross
Pour les articles homonymes, voir Kinross (homonymie).
Kinross, en gaélique Ceann Rois, est un bourg d'Écosse, dans la région de Perth and Kinross, et situé sur les rives du Loch Leven,
Il était autrefois le chef-lieu du comté de Kinross (Kinross-shire), comté qui fut détaché du comté de Fife en 1426.
Elle abrite une base aérienne de la Royal Air Force, RAF Balado Bridge (en), en service de 1942 à 1957. Elle servira de station relais pour les satellites de l’OTAN de 1985 a 2006,. Le festival T in the Park de 1997 a 2014 se tient sur cette base.